# Asura orsova
Asura orsova là một loài bướm đêm thuộc phân họ Arctiinae, họ Erebidae.